# 安华发展大厦
安华发展大厦是中華人民共和國北京市朝陽區安立路西側的一幢辦公、餐飲和商業用途的建築，它分為地上15層，地下2層，總建築面積38296平方米，佔地面積5228.5平方米。樓高55.75米。該大廈由中华人民共和国建设部建築設計院設計，北京安華房地產開發總公司建造。該大樓於1996年3月18日開工，1998年5月28日竣工。